# 逆流的悲伤
《逆流的悲伤》是C2C制作的日本电视动画《魔女之旅》的第九集，由笔安一幸编剧，板井寬樹导演，于2020年11月27日在AT-X、東京都會電視台、京都放送、SUN電視台、日本BS放送和愛知電視台首播。本集主要改编自輕小說《魔女之旅》的第3卷第11章，故事主要讲述了主角伊蕾娜抵达洛施托夫后，因没钱接下委托回溯到十年前试图阻止一场凶杀案，却发现事实始料未及。该集引发了广泛的批评与争议，主要的批评集中在该集突然出现的大量黑暗场面，以及从先前轻松的剧情风格快速转变至恐怖故事，亦有评论家将本集列为2020年动画中最令人震惊的情节转折之一。

## 剧情
伊蕾娜在钟表之乡洛施托夫发现自己快没钱了，看到广告后接下了薰衣魔女埃斯特尔的委托，后者告诉她“二目丁杀人魔”的故事：十年前，她的朋友瑟雷娜的父母遭谋杀，瑟雷娜因在外购物幸免于难。但瑟雷娜被残忍虐待她的叔叔收养，并因此开始憎恨这个世界，谋杀了她的叔叔后成为杀人魔。埃斯特尔事发时在外留学，归国后瑟雷娜已成为杀人魔，三年前自己逮捕并亲手处决了瑟雷娜。埃斯特尔准备使用魔法穿越到过去阻止瑟蕾娜父母的死亡，由于使用该魔法会耗尽魔力，因此发布委托让魔女陪同以向她提供魔力。伊蕾娜决定接受她的委托，戴上了共享魔力的戒指，两人成功地穿越回过去。
由于魔力的限制，她们只能在过去停留一小时。埃斯特尔从住宅疏散瑟蕾娜父母时，遭到了凶手的袭击，伊蕾娜赶到后埃斯特尔已遭重创。而这个凶手正是瑟蕾娜本人，她坦白自己的父母也一直在虐待她，是她亲手杀死了父母。得知自己将来会成为杀人魔并被好友处决后，她表示自己已经享受到了杀人的快感。愤怒的埃斯特尔向瑟蕾娜发起攻击，伊蕾娜摘下共享魔力的戒指，试图通过停止提供魔力阻止埃斯特尔，埃斯特尔却以自己和瑟蕾娜之间的记忆为代价释放魔力再度处决了好友。此时钟声响起，标志着时间已到，两人被传送回现在。
回到现在后，面对失去与昔日好友的记忆的埃斯特尔，伊蕾娜对自己的无能为力感到绝望并落泪。

## 制作与宣传
《逆流的悲伤》由板井寬樹担任导演并制作分镜，系列编剧笔安一幸撰写剧本，改编自轻小说《魔女之旅》第3卷第11章，两者原标题相同。客串角色埃斯特尔由内山夕实配音，瑟雷娜由楠木灯配音，瑟雷娜的父亲由远藤大志配音，瑟雷娜的母亲由渡边明乃配音。本集播出前，编剧笔安一幸接受访谈时表示，第9集可以说是动画所有剧集中“最黑暗的故事”；系列动画总导演洼冈俊之也表示第9话是动画中最沉重的一集，“在某种意义上可以说就是‘魔女之旅’”。

## 反响
该集引发了广泛的批评与争议，主要批评集中在该集黑暗的场面和与先前集数相比剧情基调的快速转变。该集的开篇出现了“本作品含有部分刺激性的畫面，請兒童和青少年觀看時務必留心”的内容警告，Anime Corner的雅各布·凱達也警告该集不和家欢（Not Family Friendly），他表示自己从没想到会在《魔女之旅》这样的系列中看到一个被斩首的尸体和它的头，形容其“简直是悲惨而又残酷”。CBR的乔纳森·格里诺尔报道称，本集中黑暗的场面让许多观众感到困惑和不安，部分观众甚至认为该动画的营销欺骗了他们，因为该动画早期展现的是可爱的角色和多彩的风景，与本集的风格截然不同；同一网站的埃德利·佩拉尔塔指出，本集前的一些黑暗的分集已经让观众有所准备，但本集仍然让观众大吃一惊，“完全采用了R级恐怖”。4Gamer编辑部的maru也形容本集出现了“令人震惊的场景”，他推测，作品出现这类情节的原因可能是原作者白石定规从让配角陷入彻头彻尾的不幸中的海外刑侦电视剧吸取灵感。
anibu（あにぶ）的Uemt认为本集的剧情与前一集落差很大，是“真正没有拯救任何人的故事”。CBR的格里诺尔将本作与同时期的动画《没落要塞》和《无能力者娜娜》做了对比，他指出另外两部动画虽然都偏离了其最初的广告宣传，但在转变后保持了原来的类型和“一致的基调和内容风格”，因此也获得了很多赞誉。但《魔女之旅》毫无征兆地从一种类型跳到另一种类型，剧集从“愚蠢”到“黑暗”，然后逐渐变成彻头彻尾的“恐怖”，他认为前几集较为黑暗的集数“在黑暗中传达了潜在的信息”，但批评第九集“为了震惊而震惊”。格里诺尔感觉这不是刻意的诱售法，而是营销的失败；他认为如果诱售法做得好，动画可以颠覆人们的预期，可以成为伟大和创新的节目，但《魔女之旅》把它做得很糟糕，使该剧显得很分散而无颠覆性。
而另一名评论家和学者Xianwei Wu则认为这种类型的转变不一定是件坏事，他表示与《少女终末旅行》和《虫师》等同类旅行作品相比，《魔女之旅》将题材混搭发挥到了极致；他猜测这种类型变化的目的可能只是为了传达一种现实感，使观众能够体验到与剧中人物相同的震惊。Xianwei Wu还引用了《奇诺之旅》的标语“世界並不美麗，但也因此美麗無比”（The world is not beautiful. Therefore, it is.），认为这是旅行类作品的忧郁本质，即主角只是路人，因此不能也不应以任何根本方式改变世界，《魔女之旅》混合类型的方法与其剧集结构没有很大的不同。
动画新闻网的尼古拉斯·杜普雷（Nicholas Dupree）严厉批评了该集的恐怖片段，称其为他“在相当长的一段时间看到的最令人尴尬的恐怖尝试之一”，他表示该集中的瑟蕾娜在杀人现场出现的片段是“糟糕的《寒蝉鸣泣之时》翻版”，在评价后续的分集时，杜普雷不点名批评了本集，称《魔女之旅》“一直在设法违背我的期望”，“当我认为这将是一个充满活力的冒险系列时，它会出现关于道德相对主义的可疑寓言。当我开始习惯于此时，它却在我脚下倾倒一桶喜剧废话。”。
CBR的乔纳森·格里诺尔将本集列为2020年动漫中最令人震惊的情节转折之一，Xianwei Wu也称本集是近年来最具争议的动画集数之一。